# کابارگین
کابارگین (انگلیسی: Kabargin Oth Group) گروهی از آتشفشان‌های واقع در گرجستان (اوستیای جنوبی) است.  این کوه‌ها شامل دوجین مخروط خاکستری و گنبدهای گدازه است و در نزدیکی مرز روسیه، در جنوب غربی کوه آتشفشان کازبگی قرار دارد.